# Autocommunication
L'autocommunication désigne le fait de communiquer pour et à soi-même. Il s'agit d'un terme des sciences de l'information et de la communication, de la sémiotique et d'anthropologie culturelle. L'autocommunication ne permet pas l'échange d'informations, puisque le récepteur et le receveur sont les mêmes.
Un exemple d'autocommunication est la lecture d'un vieux journal intime des années après son écriture. Les mantras sont d'autres exemples d'autocommunication. La prière toutefois, n'entre pas dans cette définition car "c'est un acte codifié ou non... par lequel une requête est adressée à Dieu",, et non à soi-même. Dans le règne animal, le ronronnement est suspecté par Gustav Peters comme étant une forme d'autocommunication.